# Two Manhattan West
Two Manhattan West, kan även kallas Manhattan West South Tower, är en skyskrapa som ligger inom byggnadskomplexet Manhattan West på Manhattan i New York, New York i USA.
Byggnaden uppfördes mellan 2018 och 2023 som en fastighet för kontorsverksamhet. Den är 285 meter hög och har 58 våningar.